# David D. Balam
| (4789) Sprattia                  | 20. Oktober 1987   |     |
| (6532) Scarfe                    | 4. Januar 1995     |     |
| (7886) Redman                    | 12. August 1993    |     |
| (11955) Russrobb                 | 8. Februar 1994    |     |
| (20106) Morton                   | 20. August 1995    |     |
| (29348) Criswick                 | 28. März 1995      |     |
| (39791) Jameshesser              | 13. August 1997    |     |
| (48774) Anngower                 | 10. August 1997    |     |
| (54411) Bobestelle               | 3. Juni 2000       | [1] |
| (60622) Pritchet                 | 30. März 2000      |     |
| (81915) Hartwick                 | 15. Juli 2000      |     |
| (516560) Annapolisroyal          | 22. September 2006 |     |
| - [1] zusammen mit P. B. Stetson |                    |     |

David D. Balam ist ein kanadischer Astronom und Asteroidenentdecker.
Er arbeitet als Forschungsassistent an der Fakultät für Physik und Astronomie der University of Victoria in British Columbia.
Zwischen 1987 und 2007 entdeckte er insgesamt 37 Asteroiden, einen davon zusammen mit seinem Kollegen P. B. Stetson.
Darüber hinaus entdeckte er zusammen mit Gin Zhu am 3. Juni 1997 dem Kometen C/1997 L1 (Zhu-Balam).
Der Asteroid (3749) Balam wurde nach ihm benannt.